# The First Law (film)
The First Law er en amerikansk stumfilm fra 1918 af Lawrence McGill.

## Medvirkende
- Irene Castle som Norma Webb
- Antonio Moreno som Hugh Godwin
- J. H. Gilmour som Dr. Webb
- Marguerite Snow som Madeleine
- Edward Connelly